# Lorenzo Milani
Lorenzo Milani (Florència, 27 de maig de 1923 - Florència, 26 de juny de 1967) fou un sacerdot i escriptor italià.
Nomenat rector del poble de Barbiana el 1954, es dedicà a l'organització de l'escola parroquial (coneguda com l'Escola de Barbiana) partint de dos supòsits: dignificació de la llengua i potenciació del raonament, a més de donar als infants el sentit del temps i la consciència de la classe social a què pertanyien.
Denuncià en els seus escrits el paper de l'escola com a instrument del poder i com a forma d'integració en una societat discriminatòria, i postulà una educació que facilités el canvi social, per la qual cosa fou recriminat per les autoritats, especialment religioses i militars.
Durant la dècada de 1960 es veié amenaçat per les autoritats per haver defensat públicament el principi de l'objecció de consciència, si bé morí abans d'iniciar-se el procés judicial.